# Nekrofilie

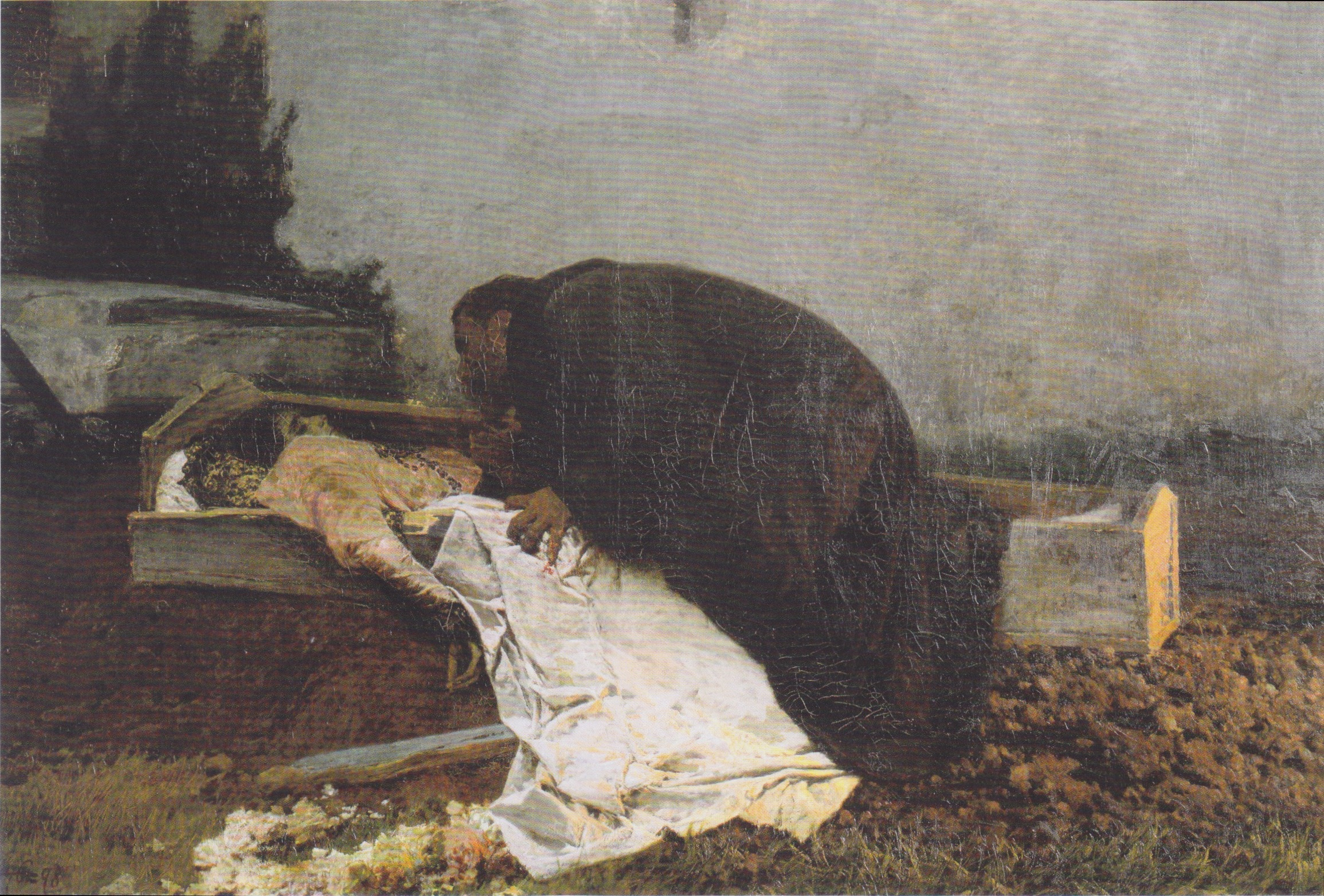
Pietro Pajetta: Nenávist (1896)

Nekrofilie (též nekromanie) je parafilie (tj. sexuální úchylka) projevující se erotickou náklonností k mrtvolám. Slovo vzniklo složením starořeckého νεκρός (nekrós, „mrtvý, zemřelý“) a φιλία (filia, „obliba, láska k něčemu“). Termín samotný byl zřejmě poprvé použit v roce 1886 v práci Psychopathia Sexualis německého sexuologa Richarda von Krafft-Ebing. Nekrofilní chování je popsáno u zvířat. Nekrofilní chování se mezi lidmi vyskytuje nejčastěji mezi zaměstnanci pohřebních ústavů, ale jde o velmi zřídka popisovaný čin.

## Klasifikace
Nekrofilie má mnoho variant a zahrnuje celou škálu chování, proto je potřeba ji logicky rozřadit a klasifikovat, aby mohla být lépe pochopena a dále studována. Jedná se o klasifikaci podle závažnosti.
- Třída I – role-play nekrofilové – nevyžadují sexuální aktivitu s mrtvým tělem, erotického potěšení se jim však dostává pouze se živou osobou, která mrtvou předstírá. Tato skupina zahrnuje muže, kteří nejsou schopni dosáhnout erekce před živou partnerkou, a proto tato musí předstírat mrtvou, a muže, kteří erekce normálně dosáhnou, pro dosažení silnějšího orgasmu však potřebují, aby partnerka předstírala mrtvou. Někteří odborníci tuto třídu popisují jako pseudonekrofilii či symbolickou nebo předstíranou nekrofilii.
- Třída II – romantičtí nekrofilové – vykazují pouze mírné nekrofilní tendence a jedná se většinou o pozůstalé, kteří se nedokáží smířit se smrtí blízkého. Mumifikují tělo mrtvého nebo jeho část a běžně s ním žijí dále. Nekrofilové této třídy jsou poměrně neškodní a jejich psychopatologie může být přechodná, často potřebují psychiatrickou pomoc.
- Třída III – lidé s nekrofilními fantaziemi – nevyžadují přímý kontakt s mrtvolami, sexuální uspokojení jim přinášejí pouze fantazie o pohlavním styku s mrtvými. Nekrofilové III. třídy často navštěvují hřbitovy a pohřební sály, protože blízkost mrtvých těl a pohled na ně jim poskytuje erotické potěšení. Podle některých odborníků je tato třída opět nazývána pseudonekrofilií.
- Třída IV. – taktilní nekrofilové – potřebují se dotýkat mrtvého těla erotickým způsobem, aby dosáhli orgasmu (např. hlazení nebo olizování genitálií či prsou). Často vyhledávají zaměstnání v márnici nebo pohřebním ústavu.
- Třída V – fetišističtí nekrofilové – nemají sex s mrtvolou, ale pokud narazí na mrtvé tělo, odříznou z něj nějakou část a ponechají si ji jako fetiš. Mnohdy nosí malou část neustále při sobě pro nepřetržitou erotickou stimulaci. Hlavní motivací je získat fetiš, nikoliv mrzačit tělo. Někteří nekrofetišisté si z mrtvého těla vezmou pouze oblečení, zejména kalhotky nebo tampony.
- Třída VI – nekrofilní mutilomaniaci – erotické potěšení vychází z mrzačení již mrtvého těla a současné masturbaci. Mnohdy je mrzačení soustředěno na genitálie a prsa.
- Třída VII – oportunističtí nekrofilové – jedná se o lidi, které uspokojuje běžný pohlavní styk se živými a nikdy o sexu s mrtvým nepřemýšleli, tedy až do doby, dokud se neobjeví příležitost. Často se jedná o zaměstnance márnice nebo pohřební služby.
- Třída VIII – regulérní nekrofilové – mají sexuální potěšení pouze ze styku s mrtvým tělem. Často se uchylují ke krádeži mrtvých těl z márnice nebo hřbitova, případně využijí úplatků či jiných způsobů k tomu, aby měli přístup k mrtvolám.
- Třída IX – homicidální nekrofilové – jde o nejnebezpečnější kategorii nekrofilů, neboť potřebují sex s mrtvým tělem do té míry, že se uchylují k zabíjení (nekrofilní nutkání). Jsou známi také jako násilní nekrofilové. Zacházení s obětí před vraždou a po ní je různé.
- Třída X – exkluzivní nekrofilové – potřebují pro pohlavní styk pouze mrtvá těla, vůči živým osobám jsou impotentní. Buď nedostanou erekci vůbec, nebo ji ztratí brzy poté, co se pokusí proniknout. S mrtvými mohou dosáhnout erekce i penetrace.[2]

## Varianty
Variantami nekrofilie jsou autonekrofilie (člověk je vzrušený představou, že je mrtvý, případně mrtvolu předstírá) a pseudonekrofílie, u které existuje několik možných výkladů. Může se jednat o erotické představy o sexu a masturbaci s mrtvolou (tedy bez jakéhokoliv kontaktu s mrtvým tělem), případně o sexuální úchylku, kdy jedinec takto orientovaný vyžaduje po svém partnerovi, aby předstíral, že je mrtvý, tedy aby nehybně ležel nebo byl oblečený/nalíčený jako mrtvé tělo. Pseudonekrofil pak osouloží jeho tělo. Pro umocnění představy se některé osoby, které mají předstírat mrtvolu, ponoří do vany se studenou vodou. Slovo pseudonekrofílie vzniklo jako složenina tří starořeckých slov (pseudo – napodobený, nepravý; nekrós – mrtvý; filie – láska k něčemu).

## Právo
Sexuologové u nekrofilie pochybují o její existenci jako formě parafilie. Uznávají spíše termín nekrofilní chování, tedy pohlavní styk s mrtvolami. Nekrofilní chování bývá náhražkovým chováním u těch osob, byť jinak zaměřených, které nemají možnost uspokojit svoji sexuální potřebu s živými osobami.
U nekrofilního chování je předmětem trestu hanobení lidských ostatků (Trestního zákoník, § 359: Kdo …s lidskými ostatky nakládá v rozporu se zákonem, bude potrestán odnětím svobody až na dvě léta nebo zákazem činnosti). Zločinec není výrazně společensky nebezpečný, pokud není nekrofilní chování spojeno s vraždou.
Nekrofilní chování je poměrně běžné u sadistů, kteří nad mrtvými prožívají dokonalý pocit své moci (a bezmoci oběti).

## Odborná péče
V České republice se mimo jiné tématem nekrofilie zabývá projekt Parafilik realizovaný v rámci Laboratoře evoluční sexuologie a psychopatologie Národního ústavu duševního zdraví. V rámci svých služeb nabízí bezplatnou anonymní pomoc formou krizové intervence, dlouhodobé terapie a online poradny. Hlavními cíli nabízené pomoci je podpora kontroly vlastní sexuality a zlepšení duševní pohody podle hesla projektu „Nemůžete za své pocity, můžete za své činy.“